# Lenta (Piemont)
Lenta település Olaszországban, Piemont régióban, Vercelli megyében. Lakosainak száma 783 fő (2023. január 1.). Lenta Gattinara, Ghemme, Ghislarengo, Rovasenda és Carpignano Sesia községekkel határos.

## Népesség
A település népességének változása:
| Lakosok száma | 849  | 842  | 783  |
|               | 2017 | 2018 | 2023 |